# Тахтаброд
Тахтаброд (каз. Тахтаброд) — село в районе имени Габита Мусрепова Северо-Казахстанской области Казахстана. Административный центр Тахтабродского сельского округа. Находится примерно в 80 км к юго-востоку от села Новоишимское, административного центра района, на высоте 270 метров над уровнем моря. Код КАТО — 596659100.

## Население
В 1999 году численность населения села составляла 1838 человек (880 мужчин и 958 женщин). По данным переписи 2009 года, в селе проживало 1459 человек (712 мужчин и 747 женщин).

## Известные жители и уроженцы
- Ефимов, Сергей Кириллович (1918—1979) — Герой Социалистического Труда.